# ゲットラック
『ゲットラック』（GETRUCK）は、株式会社グリーンベルが発行する中古トラック情報誌。2010年3月創刊。月刊誌。サイズはA4判フリーペーパー。発行部数は20,000部/月。 

## 概要
中古トラックに特化した情報誌。車両価格・月額リース料を明記した国内初のフリーペーパーであり、トラック事業主には原価計算を出来るよう表記してあるのが特徴。創刊当初の掲載台数は130台だったが、2015年4月現在1130台を掲載。2015年4月号より有料化（500円）。
それまで中古トラック情報は『カーセンサー』や『Goo』などのような専門誌が無かった。各エリアの店舗や新車のディーラーから得た情報を、トラック特有のカテゴリー別、トン数別に区分けするスタイルにより、「中古車情報誌」とは別のフォームとして「中古トラック情報誌」を確立させた。後に創刊された競合誌『トラッカー』（後述）にもそのスタイルが踏襲された。
テレビCMは、若い女性2人組が「（トラックに）乗る」と「（情報誌に）載る」を掛けたやりとりをするもの。

## 掲載内容
- 中古トラック
  - 写真　
  - 価格
  - リース料
- 事業用不動産情報（首都圏を中心としたトラック車庫・倉庫用地情報）
  - 写真
  - 価格
  - 前面道路の幅員
  - 平米
- グリーンオートリース（トラック導入サポートファイナンスリース）
  - 月額リース料
  - 残価